# Boniface II
Pour les articles homonymes, voir Boniface et Saint Boniface.
Boniface II latin : Bonifatius II), né à Rome et mort le 17 octobre 532, d'origine ostrogothe, est le  55e évêque de Rome du 22 septembre 530 au 17 octobre 532.

## Biographie
En le définissant comme fils de Sigilbald, le Liber Pontificalis le mentionne comme le premier pape d'origine germanique, mais il est en fait d'origine ostrogothe et né à Rome.
Boniface sert l'Église de Rome dès sa jeunesse et, sous le pontificat de Félix IV atteint le rang d'archidiacre. Il devient une figure très influente tant au sein de la hiérarchie ecclésiastique que parmi les autorités civiles. 

### Élévation au trône de Pierre
Boniface est désigné pour succéder à la papauté par son prédécesseur, Félix IV, qui a été un fervent partisan des rois ariens ostrogoths et qui veut ainsi éviter les troubles qui accompagnent régulièrement les élections.
Son élévation à la chaire de Pierre est d'une importance particulière car c'est le seul exemple d'une nomination papale faite par son prédécesseur par désignation, sans la formalité d'une élection. Déjà en 499, pour éviter les schismes et pour le bien de l'Église, le pape Symmaque avait établi que le pontife pouvait désigner un successeur, et que ce n'est qu'en cas de décès sans une telle indication que l'Église devrait procéder avec des élections libres, un droit papal controversé mais légitime : le pontife a le pouvoir de lier et de délier et donc aussi de décider de son propre successeur. Ce droit ne fut jamais accepté par le Sénat romain et le peuple, qui se sentent ainsi privés de leur prérogative de choisir leur propre évêque. Il est si conteste qu'il est abrogé trente-cinq ans seulement après sa déclaration, en 535, à la demande du pape Agapet Ier et ne sera jamais rétabli.
Sentant la mort approcher et craignant un affrontement entre les factions pro-byzantines et pro-gothiques, le pape Félix IV impose publiquement et solennellement le pallium, symbole de l'autorité papale, à l'archidiacre Boniface, et le proclame son successeur, menaçant d' excommunication ceux qui refuseront de lui obéir et de reconnaître Boniface comme pape légitime.
Le jour même de sa mort, le 22 septembre 530, Boniface est consacré dans la basilique Julii, mais 60 des 70 prêtres romains refusent de le reconnaître et élisent un antipape, Dioscore, qui a depuis trente ans une influence bénéfique sur les papes successifs, le consacrant en même temps que Boniface dans la basilique Saint-Jean-de-Latran. Ils craignent l'ingérence dans les affaires de l'église du roi ostrogoth Athalaric, dont le grand-père Théodoric le Grand avait soutenu l'élection de Félix. De son côté, Boniface est consacré en grande partie grâce à l'influence d'Athalaric. L'Église romaine est ainsi impliquée dans un nouveau schisme papal, qui ne dure cependant que vingt-deux jours, la mort de Dioscore le 14 octobre, ne laissant comme pape légitime que Boniface, également reconnu par le parti byzantin, et évitant à l'Église romaine un nouveau schisme.

### Suites de la nomination
Lors d'un synode convoqué en décembre 530, Boniface publie un décret d'anathème contre son rival, obligeant les prêtres qui avaient soutenu Dioscore à le signer et à admettre qu'ils ont désobéi aux dispositions du pape Félix. Ayant légitimé sa position, il prononce également une sentence condamnant Dioscore pour avoir obtenu l'élection par simonie, c'est-à-dire en corrompant les prêtres. Chacun d'entre eux doit exprimer son repentir d'avoir participé à des élections irrégulières (conformément au décret de Symmaque de 499) et s'engager à obéir au pape. Cependant, un certain ressentiment subsiste, dû au fait que Boniface n'est pas devenu pape à la suite d'élections régulières, mais à cause d'un droit controversé. Certains membres du clergé, malgré l'acte de soumission, contestent la validité de sa nomination.
Lors d'un deuxième synode convoqué à Saint-Pierre en 531, Boniface présente une constitution avec laquelle il réaffirme le droit de désigner son propre successeur et nomme le diacre Vigile. Le clergé romain la signe et promet d'obéir ; le choix est ratifié à la fois par les prêtres et par le peuple. La réaction négative du Sénat et de la cour de Ravenne aboutit cependant à la convocation d'un nouveau concile, toujours en 531, pour condamner les actions du pape. Avant d'être jugé, il revient sur les deux décisions et brûle la constitution devant le clergé et le sénat, annulant également la nomination de Vigile (qui est pourtant élu pape en 537). Quatre ans plus tard, le pape Agapet Ier annule solennellement l'anathème contre Dioscore et abroge le droit papal de choisir son successeur. Félix IV est donc le seul pontife à avoir fait usage de la loi établie par Symmaque en 499, et personne d'autre, après son abrogation définitive en 535, ne tenta de la rétablir.

### Pontificat
L'action de Boniface est caractérisée par un intérêt actif pour les affaires de l'Église occidentale et orientale.
L'acte le plus remarquable de Boniface II est de confirmer les décisions du concile d'Orange (529), enseignant que la grâce est toujours nécessaire pour obtenir le salut, lors d'un synode réuni à Rome en 531, l'un des plus importants du VIe siècle, qui conclut effectivement la controverse semi-pélagienne. Césaire d'Arles, un ami proche de Boniface, qui préside le concile, lui envoie le prêtre Armenius pour obtenir l'assurance de la confirmation papale de ce qui est établi par le concile lui-même. Boniface, par une lettre datée du 25 janvier 531, confirme ce que demande Césaire, condamnant certaines doctrines semi-pélagiennes. On conserve de lui une des Lettres à Saint-Césaire d'Arles dans les Epistolæ rom.pontificum, par laquelle il confirme les actes du second concile d'Orange de 529.
Il est également sollicité par des évêques africains qui réorganisent leur église après les ravages causés par les Vandales et qui demandent de confirmer les droits primatiaux de l'archevêque de Carthage, afin que ce dernier puisse mieux profiter de l'aide du quartier général romain.
En 531, Épiphane de Constantinople, patriarche de Constantinople, déclare irrégulière l'élection d'Étienne à l'archidiocèse de Larissa en Thessalie. Malgré les fortes pressions qu'il subit, Étienne fait appel à Rome en arguant de la primauté romaine sur ces questions et de l'incompétence d'Épiphane dans ce dossier.
Boniface convoque un quatrième synode du 7 au 9 décembre 531, devant lequel quelque vingt-cinq documents sont présentés soutenant la prétention de Rome à la juridiction papale sur l'Illyrie, mais l'issue de ce synode est inconnue.
En 532, il change la numérotation des années dans le calendrier julien d'Ab Urbe condita à Anno Domini.
La rédaction de la première biographie des papes remonte à cette époque, qui deviendra par la suite le Liber Pontificalis.
Après un pontificat de 2 ans et 1 mois, il est inhumé dans les grottes vaticanes de l'antique basilique Saint-Pierre le 17 octobre 532. On ne lui attribue aucun culte.